# Alfred William Hunt
Alfred William Hunt (født 15. november 1830 i Liverpool, død 3. maj 1896 i Kensington) var en engelsk maler.
Hunt, der var søn af naleren Andrew Hunt (1790—1861), hører til Englands betydeligere akvarelmalere. Hans landskaber og søstykker, som han malede i hundredvis fra Durham (hvortil han flyttede 1861) og andre engelske egne og fra udlandet, roses især for deres fint gennemførte luftperspektiv og ypperlige solvirkning. Hunt skrev også om
landskabsmaleri og var som illustrator en flittig medarbejder ved "Illustrated London News". Han var stærkt påvirket af Ruskin.